# Kristína Kučová
Kristína Kučová (Bratislava, Checoslovaquia, 23 de mayo de 1990) es una tenista eslovaca. En su carrera junior llegó a ser la número 3 del mundo, su juego también ha sido comparado con el de Monica Seles o Marion Bartoli.

## Carrera tenística

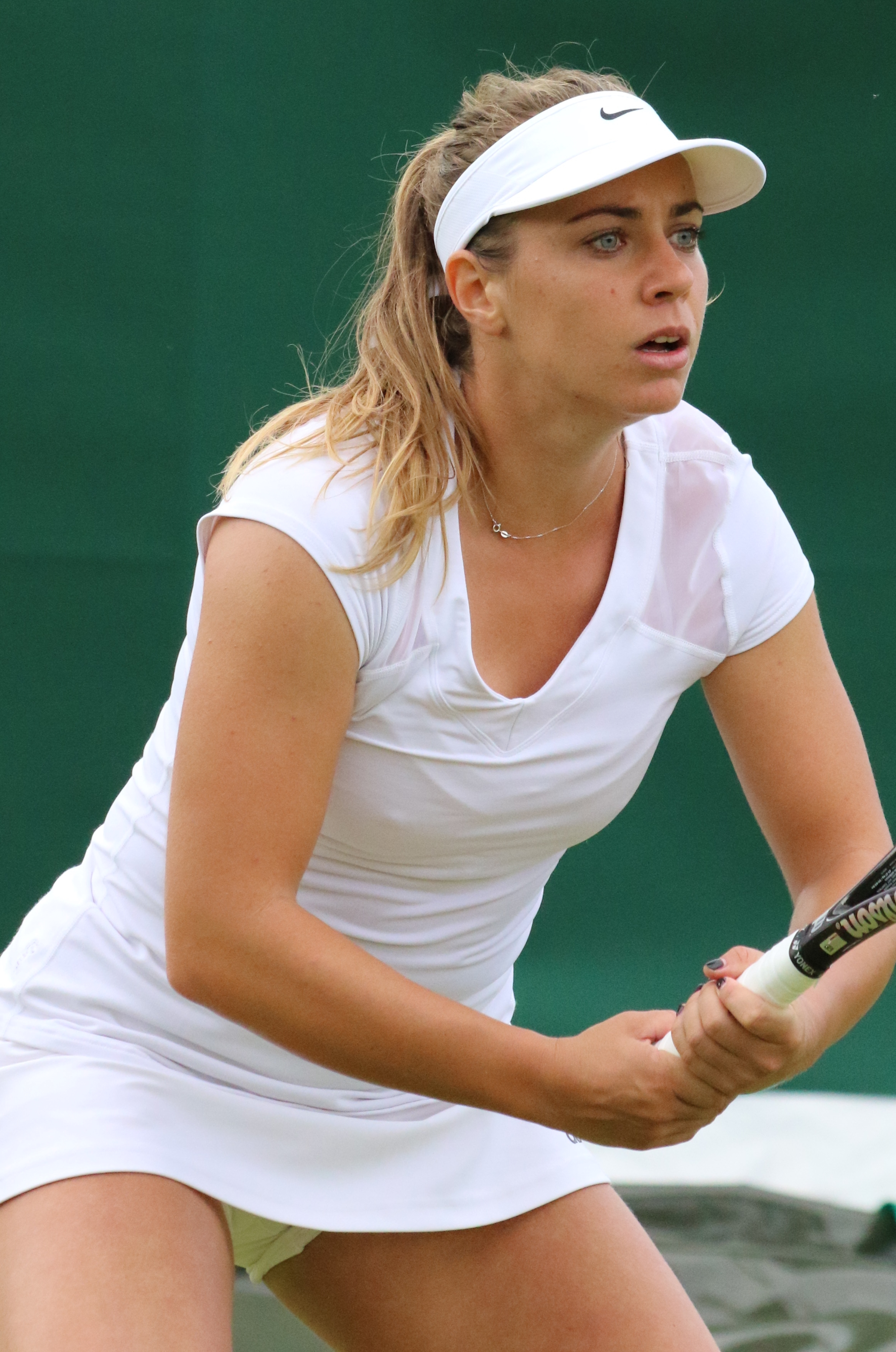
Kristína Kučová

### Etapa junior
El primer debut en un torneo importante de Kučová se produjo en el US Open 2007 junior femenino, ganando el torneo venciendo en la final por tres sets a la polaca Urszula Radwańska y ganando en dicho torneo a tenistas como Anastasia Pavlyuchenkova o Polona Hercog.

### Etapa mayores
Kucova ha ganado siete singles y cuatro dobles en el ITF gira en su carrera. Su mejor clasificación en la WTA ha sido la número 71 del mundo, que llegó el 12 de septiembre de 2016. En dobles alcanzó número 168 del mundo, que llegó el 5 de octubre de 2009.

## Títulos WTA (0; 0+0)

### Individual (0)
| Leyenda                    |
| -------------------------- |
| Grand Slam (0)             |
| Juegos Olímpicos (0)       |
| WTA Tour Championships (0) |
| WTA 1000 (0)               |
| WTA 500 (0)                |
| WTA 250 (0)                |

#### Finalista (1)
| N.º | Fecha               | Torneo | Superficie    | Oponente en la final | Resultado   |
| --- | ------------------- | ------ | ------------- | -------------------- | ----------- |
| 1.  | 25 de julio de 2021 | Gdynia | Tierra batida | Maryna Zanevska      | 4-6, 6-7(4) |

## Títulos WTA 125s

### Individuales (1–0)
| Resultado | Fecha                   | Torneo | Superficie | Oponente               | Puntaje  |
| --------- | ----------------------- | ------ | ---------- | ---------------------- | -------- |
| Campeona  | 6 de septiembre de 2020 | Praga  | Arcilla    | Elisabetta Cocciaretto | 6-4, 6-3 |